# Eduard Portela i Marín
Eduard Portela Marín (Barcelona, 1934) és un dirigent esportiu català, exjugador i exentrenador de bàsquet. Ha sigut president de l'Associació de Clubs de Bàsquet (ACB) i de la ULEB. És titulat en màrqueting i diplomat en direcció de màrqueting.
Té el títol d'Entrenador nacional de bàsquet. Va començar entrenant a la Penya Sportiva Montserrat i al Malgrat, començant a destacar despés d'entrenar la UE Montgat quatre temporades. Arriba al FC Barcelona el 1965, fent-lo ascendir a la Primera Divisió. Després de deixar el Barça el 1968 i d'estar-se dues temporades en blanc, dirigeix durant quatre temporades el Sant Josep de Badalona, entre 1971 i 1974. Posteriorment va abandonar la banqueta per a convertir-se en el Director Tècnic del Barça, càrrec que va ocupar durant nou temporades entre 1972 i 1981. Durant aquest període va haver de tornar a la banqueta a finals de la temporada 1976-77, després de l'acomiadament de Todor Lazić i fins l'arribada de Kucharski, i novament en el mes de gener de 1979 després de la dimissió de Kucharski. Aquella temporada es guanyarà la Copa del Rei.
En el mes de juliol de 1982 any va abandonar la disciplina del FC Barcelona, i pocs dies després és contractat per entrar a formar part de l'Associació de Clubs de Bàsquet com a gerent. Va ser gerent de l'esmentada ACB fins al 1990, quan va ser elegit president. Des de llavors ha estat reescollit tres vegades en el càrrec.
El 1991 va fundar la ULEB, la Unió de les associacions de clubs dels diferents països europeus, de la qual també és president des de 1998.